# Странорлар
Страно́рлар (Стрэнорлар; англ. Stranorlar; ирл. Srath an Urláir) — деревня в Ирландии, находится в графстве Донегол (провинция Ольстер).
16 января 1816 года здесь родилась английская детская писательница, которая стала известна как «Слепая поэтесса Ольстера».